# Mitar Mirić
Mitar Mirić (Serbisk kyrilliska: Митар Мирић), född 1957 i Ugljevik, Bosnien-Hercegovina, är en bosnisk-född serbisk folkmusiker och sångare, aktiv sedan 1975. Några av hans mest populära låtar är "Zao mi je sto te ostavih", "Voli me danas vise nego juce", "Doviđenja društvo staro", "Zivela ljubav", och "Ne może nam niko ništa". Hans senaste album, "Neka Puca", släpptes 2006 och publicerades av Grand Production. Hans nya album är under produktion.